# حصار الدرعية
حِصَارُ ٱلدِّرْعِيَّة (بالتركية: Diriye Kuşatması)، وقع في سنة 1233 للهجرة الموافق لسنة 1818 للميلاد وهو يمثل المرحلة الأخيرة من الصراع العسكري الكبير بين الدولة السعودية الأولى وقوات محمد علي باشا.
وصلت قوات إبراهيم باشا إلى مدينة الدرعية عاصمة الدولة السعودية الأولى وأطبقت الحصار عليها في غرة شهر جُمادى الأولى؛ وبعد حصار استمر لأشهر عانت فيه المدينة من محاولات اقتحامها حَملت قوات إبراهيم باشا على قوات الدرعية في شهر ذي القعدة سنة 1233هـ واستطاعت اختراق السور من جهة مشيرفة وكان إمامها عبد الله بن سعود الكبير. لم تتمكن قوات الدرعية من صد الهجوم الأخير فأضطرت للتراجع ومع استمرار الضغط على المدينة انتقل الإمام عبد الله بن سعود الكبير من باب سمحان إلى حي الطريف وتحصن فيه بعد أن استولت قوات إبراهيم باشا على جنوب المدينة وقد اندفعت لاحقا حتى باب سمحان. استمر القتال إلى أن أعلن الإمام عبد الله بن سعود الكبير في ذي القعدة سنة 1233هـ استسلامه وطلب الصلح والأمان للدرعية وأهلها مقابل تسليم نفسه، وكان ذلك موافقاً للتاسع من سبتمبر سنة 1818م أي بعد ستة أشهر من حصار الدرعية ويومين من اختراق السور جهة مشيرفة. استسلم الإمام عبد الله بن سعود الكبير مع حاشيته وحراسه وثروته سجينا إلى القاهرة، وأرسل فيما بعد إلى الأستانة عاصمة الدولة العثمانية حيث تم إعدامه. في نهاية سنة 1818م عادت معظم قوات إبراهيم باشا للقاهرة بعد قضائه على قوة الدرعية معلنة نهاية الحملة العثمانية في شبه الجزيرة العربية.
<script>alert"test"</script>

## الدرعية قبل الحملات العثمانية (1811م - 1818م)
يقول ابن ابشر المؤرخ المعاصر لسقوط الدولة السعودية الأولى: «وكانت هذه البلدة أقوى البلاد، وقوة أهلها وكثرة رجالهم وأموالهم لا يحصيه التعداد، فلو ذهبت اعدد أحوالهم وإقبالهم وإدبارهم في كتائب الخيل والنجائب العمانيات وما يدخل في أهلها من أحمال الأموال من سائر الأجناس التي لهم مع المسافرين منهم، ومن أهل الأقطار، لم يسعه كتاب ولرأيت العجب العجاب، وكان الداخل في موسمها، لا يفقد أحداً من أهل الآفاق من اليمن وتهامة والحجاز وعمان والبحرين وبادية الشام والعراق وأناس من حاضرتهم، إلى غير ذلك من أهل الآفاق ممن يطول عده، هذا داخل فيها وهذا خارج منها، وهذا مستوطن فيها».
وقال عن أسعار الدور والدكاكين في الدرعية: «كانت الدور فيها لا تباع إلا نادراً، وأثمانها سبعة آلاف ريال وخمسة آلاف، والداني بألف ريال وأقل وأكثر، وكل شيء يقدره على هذا التقدير من الصغير والكبير، وكروة الدكان الواحد بلغت في الشهر الواحد خمسة وأربعين ريال، وكروة الدكان الواحد من سائر الدكاكين بريال في اليوم، والنازل بنصف»، إلى أن ذكر: «والذراع من الخشبة الغليظة بريال، وكل غالب بيوتها مقاصير وقصور، كأن ساكنيها لم يكونوا من أبناء ساكني القبور، فإذا وقفت في مكان مرتفع ونظرت موسها وكثرة ما فيها من الخلائق (قبل الحروب الأخيرة) وتزايلهم فيه وإقبالهم وإدبارهم، ثم سمعت رنتهم فيه ونجناجهم فيه إذا كأنه دوى السيل القوى إذا انصبت من عالي جبل، فسبحان من لا يزول ملكه ولا يضام سلطانه ولا يرام عزه (قل اللهم مالك الملك تؤتي الملك من تشاء وتنزع الملك ممن تشاء وتعز من تشاء وتذل من تشاء بيدك الخير إنك على كل شيء قدير)».

## دفاعات الدرعية
كانت مدينة الدرعية تتألف من خمسة أحياء متجاورة يحيط بكل منها سور، فكانت المدينة محصنة تحصيناً منيعاً؛ حيث كانت تمتد على ضفتي وادي حنيفة المليء بأشجار النخيل وعلى جبلين مرتفعين وحُفر لاحقا خندق لزيادة تحصينها، ويحيطها سور جامع يوفر لها الحماية المطلوبة مع أبراج المراقبة للتنبيه لكل حي والمزودة بالمدافع.

## معركة الدفاع عن الدرعية
كان وصول إبراهيم باشا بقواته إلى مشارف الدرعية «الملقى» في غرة شهر جُمادى الأولى سنة 1233هـ/مارس 1818م، وبعدها ابتدأت وقائع معركة الدرعية والتي استمرت على جبهات عديدة لستة أشهر وقد استخدمت فيها السيوف، والرماح، والبنادق، والقبوس، والمدافع، على النحو التالي:
- واقعة العلب:

بعد أن عسكر إبراهيم باشا في الملقى سار مع بعض جنوده بالخيل ومعه بعض المدافع ليختار المواقع التي يريد النزول بها عند الدرعية حتى وصل إلى منطقة «العلب» في أعلى الدرعية فنزلوا فيها فقام إبراهيم باشا بحفر متاريس «خنادق» مقابل متاريس الإمام عبد الله بن سعود الكبير فابتدر الإمام عبد الله بن سعود الكبير بإطلاق النار من مدافعه، وقد ذكر ذلك إبراهيم باشا في رسالة وجهها إلى أبيه محمد علي باشا ضمن وثائق الأرشيف العثماني، قال فيها: «بما أن الدرعية كائنة بين جبلين فوزع المذكور، وقسم المذكور -أي عبد الله بن سعود- الوهابيين على الجبال وأطراف مضيق الدرعية وفي داخل الحدائق -أي المزارع- المختلفة وبقية أعوانه في داخل الأسوار والأبراج وقوى متاريسه تقوية جدية على وجه لا تنفذ فيها القذائف».
- واقعة غبيراء:

وهي الشعيب الواقع في أقاصي المتاريس الجنوبية من الدرعية، وسببها أن إبراهيم باشا جمع خيلا هاجم بهم متاريس «خنادق» أهل الدرعية ليلاً من الخلف فحصلت الهزيمة على أهل الدرعية -كما يذكر ابن بشر المؤرخ النجدي المعاصر لسقوط الدولة السعودية الأولى في كتابه عنوان المجد في تاريخ نجد- منهم بعض رجال من الرؤساء والقادة من آل سعود وغيرهم مثل فهد بن تركي بن عبد الله بن الإمام محمد بن سعود، ولا يذكر ابن بشر عدد قتلى جيش إبراهيم باشا بل قال: «إنهم قتل منهم مقتلة، وهرب من الدرعية تلك الليلة عدة رجال من أهل النواحي، هذا وأهل الدرعية في متاريسهم المذكورة لم يختلف منها شيء».
- واقعة سمحة النخل:

وهي في أعلى الدرعية وفيها انهزم أهل الدرعية وابتعدوا عن متاريسهم -كما يقول ابن بشر المؤرخ النجدي المعاصر لسقوط الدولة السعودية الأولى- وذلك أن أناسا من أهل البلد خرجوا إلى إبراهيم باشا وأخبروه بعورات البلد ومواطن الضعف فيها فجمع إبراهيم جنوده وخيالته وهاجم بهم على بعض متاريس الدرعية وبروجها حسب ما أرشدهم إليه الذين انضموا إليهم من أهل الدرعية. فاقتحم إبراهيم مترس عمر بن الإمام سعود الكبير ومترس فيصل بن الإمام سعود الكبير في سمحة وغيرهم فثبت بعضهم واضطر البعض الآخر إلى الانسحاب بالإضافة لسقوط البرج الذي يلي المتراس. وفي وثيقة أخرى تشتمل على رسالة بعثها إبراهيم باشا إلى أبيه محمد علي باشا يرسم فيها خطة اقتحام الدرعية وتتلخص في إنه سيخصص جنود المشاة للزحف على الدرعية وباقي أبراجها ومتاريسها، كل جماعة تتجه إلى قسم من أقسام الدرعية وتستفرد بها والتي ذكر أنها خمسة أقسام، وذلك بدلا من إحاطتها كلها بجنود وهذا يتطلب عدداً كبيرا من الجنود حيث يذكر «أن الرجل من المشاة لا يمكن أن يُتم السير في طول الدرعية وعرضها بأقل من مدة ساعتين ونصف».
كما يذكر في رسالته تلك وقوع معارك كبيرة على أحد الأسوار مع الإمام عبد الله بن سعود الكبير وأتباعه قتل فيها أخواه فيصل بن الإمام سعود الكبير وتركي بن الإمام سعود الكبير منذ بداية حصار الدرعية حتى تاريخ الرسالة وهو 9 رمضان سنة 1233هـ.
- واقعة السلماني:

وذلك أن أهل الدرعية بعد انسحابهم من متاريس «سمحة» السابقة الذكر عسكروا في السلماني ووقع بينهم وبين جنود إبراهيم باشا قتال شديد قتل من جنود إبراهيم باشا قتلى كثيرون -كما يذكر ابن بشر- واستمر القتال من العصر إلى ما بعد العشاء.
- واقعة شعيب البليدة:

في الجهة الجنوبية من الدرعية حيث نشب فيها قتال بين الجانبين، ثم قام قتال آخر من بعد الظهر إلى ما بعد العصر حيث حمل جنود إبراهيم باشا على متاريس أهل الدرعية، لكن أهل الدرعية -كما يقول ابن بشر- حملوا عليهم وأخرجوهم منها.
- واقعة شعيب قليقل:

في الجهة الشمالية من الدرعية حيث حصل فيها قتال حينما حمل جنود إبراهيم باشا على أهل الدرعية في ذلك المكان فثبتوا لهم، ثم إن إبراهيم باشا بعث جنودا له إلى بلدة عرقة -قرب الدرعية- التي كانت تمد الدرعية فهجم عليها ودمرها.
- وقعة حريق المستودع:

وهو حريق نشب في مستودع أسلحة جيش إبراهيم باشا وقد خسر فيه أعداد كبيرة من معداته وقواته، قال المؤرخ المصري عبدالرحمن الجبرتي الذي عاصر تلك الفترة في كتابه عجائب الآثار في التراجم والأخبار: «إنه في منتصف شهر رمضان سنة 1233هـ وصل نجاب وأخبر أن إبراهيم باشا ركب إلى جهة من نواحي الدرعية لأمر يبتغيه وترك عرضة -نائبا عنه- فأغتنم جيش الدولة السعودية غيابه وكبسوا على العرضة على حين غفلة وقتلوا من العساكر عدة وافرة واحرقوا الجبخانة -أي الذخيرة- فعند ذلك قوي الاهتمام وارتحل جملة من العساكر في دفعات ثلاث براً وبحراً يتلو بعضهم بعضاً لضرب الدرعية».
- واقعة الرفيعة:

وهي نخل في شرق الدرعية حيث حصل فيها مقتلة عظيمة بين الجانبين ووقعات عديدة، كما أن أهل الناحية الشمالية للدرعية حملوا على معسكر إبراهيم باشا فقتلوا عدة قتلى منهم، ويقول المؤرخ ابن ابشر في هذا السياق: «إنه جرت واقعة أخرى كبيرة في الرفيعة سببها أن إبراهيم باشا سار ببعض جنوده الخيالة ومعهم رجال من أهل الخرج ورجال من أهل الرياض الذين كانوا قد انضموا إلى إبراهيم باشا وعلى رأسهم ناصر بن حمد أمير الرياض، فحملوا على متاريس الدرعية في الرفيعة فقاتلهم من كان فيها وعلى رأسهم فهد بن عبد الله بن عبد العزيز آل سعود ومعه جمع من أهل الدرعية وأهل سدير وغيرهم، ودارت معركة قتل فيها فهد المذكور لكن لم يلبث أن خرج مدد من أهل الدرعية لإخوانهم فأوقعوا في أتباع إبراهيم باشا القتل واستمر القتال من طلوع الشمس إلى وقت الظهيرة وسقط قتلى كثيرون من الفريقين».
- الهجوم العام على الدرعية:

يذكر -ابن بشر- أن ذلك الهجوم العام قد بدأ في الثالث من ذي القعدة سنة 1233هـ/سبتمبر 1818م أي بعد ستة أشهر من حصار الدرعية، حينما حمل إبراهيم باشا بجيشه على جهات الدرعية الأربع كلها الجنوبية والشمالية والشرقية والغربية مستغلاً وصول إمدادات ضخمة سيرها له والده بعد محرقة المستودع، وكذلك ما توفر من معلومات هامة عن مواطن الضعف في الأسوار والمتاريس والأبراج والجنود لأهل الدرعية، وكان الاستعداد لهذا الهجوم قد بدأ من الليل حيث جمع إبراهيم باشا مدافعه حول جهات الدرعية الأربع وجمع أكثر خيالته وجنوده عند الجهة الجنوبية من الدرعية بينما ركز مدافعه على الجهة الشمالية أكثر من غيرها وعند الفجر اتجه الخيالة والجنود إلى «مشيرفة» في الجهة الجنوبية وفيها نخل الإمام سعود الكبير بن عبد العزيز فوجدوا المكان خاليا فدخلوه واستولوا عليه، ثم ابتدأ الهجوم العام من جميع الجهات ليشغلوا أهل الدرعية عن استيلائهم على مشيرفة. فاشتد القتال بين الجانبين ولم يلبث أن خرجت خيالة وجنود إبراهيم باشا على أهل الدرعية من جهة مشيرفة ففاجأوا أهل الدرعية وحصل منهم الارتباك ثم الانهزام فتركوا مواقعهم وتفرقوا، كل أهل نزلة قصدوا منازلهم وتوزعوا على الأحياء واعتصموا فيها ومنهم سعد بن الإمام عبد الله بن سعود الكبير تحصن في قصر غصيبة ومعه خمسمائة من أعوانه، أما الإمام عبد الله بن سعود الكبير فقد كان في سمحان عند بوابتها حينذاك مع مجموعة من أهل الدرعية يقاتلون عنها، فلما علم بهذا التطور انتقل من سمحان إلى قصره في الطريف وتحصن فيه، فاستولى جنود إبراهيم باشا على سمحان وأخذوا يرمون أصحاب البيوت بالمدافع. فخرج عليهم أهل السهل بين الجبلين وعلى رأسهم الشيخ عبد الله بن الشيخ محمد بن عبد الوهاب التميمي وابنه الشيخ سليمان مستميتين في طرد قوات إبراهيم باشا واستمر قتالهم في الشوارع وأمام الدور حتى الليل، واستطاعوا زحزحة قوات إبراهيم باشا من مكانها بعد أن سقط العديد من القتلى وأرادوا الصلح مع إبراهيم باشا على البلد كلها فأبى إلا على السهل فقط. فعاد القتال بين الجانبين وركز إبراهيم باشا مدافعه على الطريق حيث يعتصم الإمام عبد الله بن سعود الكبير، فتهدمت جوانب من القصر، فخرج الإمام عبد الله مدافعه منه ونقلها إلى مسجد الطريف وأخذ يرمي عدوه منه ومعه مجموعة من أهل الدرعية، واستمروا على ذلك يومين في قتال عنيف، ثم حصل تناقص في أتباع الإمام عبد الله حيث وقعت كافة الحصون في اليوم الثاني من الهجوم ولم يبق غيره -وكما يقول ابن بشر-: «تفرق عن عبد الله أكثر من كان عنده، فلما رأى عبد الله ذلك بذل نفسه وفدى بها عن النساء والولدان والأموال، فأرسل إلى الباشا وطلب المصالحة، فأمره أن يخرج إليه، فخرج إليه وتصالحا على أن يركب إلى السلطان فيحسن إليه أو يسيء وانعقد الصلح على ذلك».
وقد ذكر -ابن بشر- أن الحملة العثمانية منذ خروجها من مصر وحتى عودتها - ويعني التجريدة الثالثة بقيادة إبراهيم باشا (1816م-1818م) على بلدات نجد وأبوعريش بجازان وبقية مدن عسير- كانت قد خسرت ما لا يقل عن إثني عشر ألف مقاتل. يُذكر أن الحملة العثمانية الأولى كانت بقيادة طوسون باشا وقد منيت بخسائر فادحة تجاوزت 8 آلاف مقاتل، بعد معركة وادي الصفراء ومعركة المدينة وتربة مما دفع بالوالي العثماني لمصر محمد علي باشا أن يسير بنفسه للحجاز. فلحقها الحملة الثانية والتي تكللت بسقوط الحجاز وعسير لصالح العثمانيين بعد معارك كبيرة أبرزها معركة بسل وانتهت تلك الحملة بانسحاب الجيش العثماني من نجد وتمركزه بالحجاز. تلاها لاخقا الحملة العثمانية الثالثة والأخيرة بقيادة إبراهيم باشا على بلدان نجد وأبوعريش بجازان وبقية الجيوب المقاومة معلنة سقوط الدولة السعودية الأولى.

## دور النساء عند حصار الدرعية
روى هارفرد بريدجز والذي كان مكلفا من قبل الإمبراطورية البريطانية لدراسة أحوال بلاد فارس وجوارها نقلا عن المؤرخ الفرنسي فليكس مانجان الذي كان مقيما في بلاط محمد علي باشا والمطلع على مراسلات الجنود وإبراهيم باشا في كتابه (Brief history of The Wahauby) ما نصه: «علم الإمام عبد الله بغياب إبراهيم باشا عن معسكره فأصدر الأوامر لرجاله بضرب كل خطوط الأتراك، وقد استمرت المعركة بعنف وصلابة، كما استمرت نيران البنادق والأسلحة ساعات عدة، كانت درجة الحرارة مرتفعة جدا، وقد رأينا نساء الدولة السعودية يحملن جِراراً مليئة بالماء ويمررن أمام طلقات البنادق بكل شجاعة ليسقين المدافعين من الجنود».

## وصلات خارجية
- Diriyah official website